# 陸軍教導学校
陸軍教導学校（りくぐんきょうどうがっこう）は、下士官を養成する日本陸軍の教育機関（軍学校）である。

## 沿革
日本陸軍では下士官の養成を1871年（明治4年）から1899年（明治32年）まで陸軍教導団で実施していた。教導団廃止後は、各部隊で下士官の補充・教育を担当したが、下士官の質の低下が問題となった。そこで、1927年（昭和2年）7月1日に「陸軍教導学校令」（昭和2年勅令第212号）が制定され、歩兵科の下士官候補者を養成する教育総監管下の陸軍教導学校が、仙台、豊橋、熊本に設置された。歩兵科以外の下士官養成は従来どおり各部隊で行われた。
下士官候補者は、一年間の在営後に入学し、一年間の修学期間を経て、卒業後に下士官となった。教育内容は、精神教育を中心として、軍事学、普通学、下士官の服務に要する術科訓練などであった。
1933年（昭和8年）8月から豊橋陸軍教導学校において、歩兵科に加えて騎兵・砲兵科の下士官候補者の教育を実施した。
1938年（昭和13年）3月、「陸軍予備士官学校令」（昭和13年勅令第139号）が制定され、予算上の関係で、予備士官学校が豊橋校、仙台校に併設された。1939年（昭和14年）8月、豊橋校での騎兵・砲兵科の下士官候補者の教育は廃止となった。その後、全面的に予備士官学校に転換が図られ、教導学校は1943年（昭和18年）3月29日勅令第221号により同年8月2日に廃止された。その後、歩兵の下士官養成は各軍隷下の軍教育隊で実施された。

## 歴代校長

### 仙台陸軍教導学校長
- 平賀貞蔵 大佐：1927年7月1日 -
- 木村恒夫 少将：1930年8月1日 -
- 中井武三 大佐：1932年4月11日 -
- 小泉恭次 歩兵大佐：1935年3月15日 - 1936年3月23日[1]
- 山田栴二 歩兵大佐：1936年3月28日[2] -
- 山地坦 少将：1937年11月1日 -
- 天谷直次郎 少将：1938年7月15日 - 1939年10月2日
- 人見秀三 少将：1939年12月1日 -
- 高野直満 少将：1940年12月2日 -
- 岩切秀 少将：1942年8月1日 -
- 原田棟 大佐：1943年6月10日 - 1943年8月2日廃止

### 豊橋陸軍教導学校長
- 武田秀一 大佐：1927年7月1日 -
- 川原侃 少将：1930年8月1日 -
- 林茂清 少将：1932年9月1日 -
- 中井武三 少将：1935年3月15日 -
- 常岡寛治 少将：1936年3月7日 -
- 伊藤知剛 少将：1938年3月1日 -
- （兼）石黒貞蔵 少将：1939年8月1日 -
- （兼）古閑健 少将：1940年8月1日 -
- 田中信男 大佐：1940年10月1日 -
- （兼）小田健作 少将：1941年9月1日 -
- （兼）宮崎武之 大佐：1941年10月15日 - 1943年8月2日廃止

### 熊本陸軍教導学校長
- 深沢友彦 大佐：1927年7月1日 -
- 古賀徹治 少将：1929年8月1日 -
- 太田義三 大佐：1931年10月1日 -
- 福田袈裟雄 少将：1933年8月1日 -
- 佐枝義重 少将：1934年8月1日 -
- 浜本喜三郎 少将：1935年12月2日 -
- 山崎右吉 少将：1938年3月1日 -
- 千田貞雄 大佐：1939年3月9日 -
- 佐野虎太 大佐：1940年8月1日 - 1942年3月28日
- 村上宗治 少将：1942年4月1日 -
- 石井信 大佐：1943年6月10日 - 1943年8月2日廃止